# Musculus popliteus
De musculus popliteus of knieholtespier is een skeletspier in de knieholte. De musculus popliteus fungeert als kniebuiger waarbij het scheenbeen binnenwaarts roteert. De spier haalt de knie 'van het slot' bij voetcontact met de grond.